# Музей сакрального искусства (Фуншал)
Музей сакрального искусства (иногда Музей священных искусств; порт. Museu de Arte Sacra do Funchal) — художественный музей в районе Се города Фуншал (автономный регион Мадейра), открытый в июле 1955 года; расположен в Епископальном дворце Фуншала, специализируется на христианском искусстве и обладает значительной коллекцией литургических предметов из серебра.

## История и описание
Музей сакрального искусства был основан в Фуншале 1 июля 1955 года на средства, собранные приходами церквей и часовен Мадейры, а также — на частные пожертвования и ссуды. Музей поддерживается римско-католической епархией Фуншала. Музей расположен в доме 21 по улице «Rua do Bispo» — здание было построено в XVI веке; оно перестраивалось в XVII веке и было отреставрировано при правлении епископа Жуана ду Насименту, с дополнением в стиле барокко, после землетрясения 1748 года. До 1910 года в здании размещалась резиденция епископа Фуншала, а в период с 1913 по 1942 год в нём располагалась гимназия.
Основу музейных фондов составляет обширная коллекции литургических предметов, в основном — изготовленных из серебра. Кроме того, в музее хранятся религиозные скульптуры из дерева, включая изготовленные во Фландрии, а также — картины португальских мастеров. Коллекция фламандских картин XV—XVI веков также является значимой частью собрания. Работы Дирка Баутса (изображением Святого Иакова) и Герарда Давида (триптих «Снятие с креста») входят в число ключевых.